# John Henry Anderson
John Henry Anderson (Aberdeen, 14 luglio 1814 – Darlington, 5 febbraio 1874) è stato un illusionista britannico nato in Scozia. Egli contribuì a portare al cinema l'arte della magia degli spettacoli di strada presentando spettacoli volti ad intrattenere il pubblico.

## Biografia
Rimasto orfano all'età di dieci anni, Anderson iniziò la sua carriera apparendo sul palco con una compagnia di arte drammatica nel 1830. A diciassette anni, iniziò ad esibirsi in spettacoli di magia e nel 1837, all'età di ventitré anni, si esibì al castello di Lord Panmure, la cui approvazione spinse Anderson a mettere insieme uno spettacolo che andò avanti per tre anni. Nel 1840 Anderson si stabilì a Londra, nel periodo in cui apriva il New Strand Theatre dove si esibì. Si dice che Sir Walter Scott gli abbia dato il nome d'arte, Il Grande Mago del Nord (the great wizard of the north).
Il successo di Anderson venne dal suo ampio uso della pubblicità e dal realizzare spettacoli popolari che affascinarono il suo pubblico. La procedura seguita fece di lui uno dei primi maghi che raggiunse un elevato livello di fama mondiale. Anderson dichiarò: "È dovere di tutti gli illusionisti saper intrattenere", e lui non si accontentò di eseguire degli illusionismi ma in ogni spettacolo cercava di dimostrare che avrebbe potuto realizzare qualcosa che il pubblico non  sarebbe riuscito a spiegarsi e se l'effetto non fosse stato accolto con entusiasmo, Anderson lo avrebbe rimosso dal suo programma. Era famoso per lo spettacolo di successo del cattura proiettile. Anche se non fu lui l'inventore del trucco, lo rese molto popolare e molti dei suoi rivali copiarono la sua versione nel loro spettacolo.
Nel 1842, Anderson sposò Hannah Longherst di Aberdeen, un'assistente nel suo show. L'anno successivo nacque il loro figlio John Henry Jr. Nel 1845, l'amante di Anderson, Miss Prentice, dette alla luce Filippo Prentice Anderson, morendo durante il parto. Anderson, tuttavia, sostenne il bambino per tutta la sua vita; egli ebbe anche due figlie che collaborarono negli show del padre e divennero in seguito maghe di successo, e un secondo figlio illegittimo con una componente della sua compagnia.
Nel 1845 vide anche il completamento del secondo teatro, il Teatro Comunale a Glasgow. Nel mese di novembre, solo quattro mesi dopo l'apertura, il teatro andò bruciato e Anderson ebbe notevoli perdite finanziarie. Attraverso l'aiuto dei suoi amici, Anderson fu in grado di lanciare un nuovo spettacolo a Londra, al Covent Garden Theatre nel 1846 e girò Europa l'anno successivo, viaggiando ad Amburgo, Stoccolma e San Pietroburgo, dove incontrò lo zar Nicola I, che aveva organizzato uno spettacolo per Anderson dopo un loro incontro casuale. Nel 1849, Anderson tornò a Londra per esibirsi per la regina Vittoria del Regno Unito e per il principe Principe Alberto. L'anno successivo, Anderson fece un tour negli Stati Uniti, Canada, Australia e Hawaii. Al ritorno nel Regno Unito, Anderson scoprì di avere un rivale: il famoso Robert Houdin.
Robert-Houdin venne danneggiato dal fatto che le sue invenzioni erano state piratate dal suo meccanico di fiducia Le Grand che fu arrestato per produzione e vendita di illusionismi duplicati. Molte di questi spettacoli caddero nelle mani dei suoi concorrenti come Il Grande Mago del Nord, Robin. Non fu noto se Anderson o gli altri maghi comprarono gli illusioni direttamente da LeGrand o da un'altra fonte. Ma, effettuarono volontariamente le illusionismi dopo aver saputo che li aveva inventati Robert-Houdin. Herrmann si esibì a Londra con trucchi rubati a Robert-Houdin. Anderson, con i trucchi di Houdin, tornò in America nel 1853 e li eseguì a Boston. Un illusionismo di Anderson che faceva uso di varie bevande alcoliche tra il pubblico causò una controversia giuridica in quella città. Nel 1854, John Henry fece uno spettacolo d'addio ad Aberdeen e il successo di questo spettacolo fu sufficiente a convincere Anderson a non abbandonare le scene. Egli cominciò a concentrare i suoi sforzi per mostrare lo spiritismo: nei suoi spettacoli, usava le sue figlie per duplicare gli effetti spiritici.
Fece uno spettacolo al Liceo a Londra e poi si trasferì al Covent Garden nel 1855. L'anno seguente, dopo una serata di gala, il teatro prese fuoco, distruggendo tutte le attrezzature di Anderson e determinò il secondo fallimento nella sua carriera professionale. Nel 1859, dopo un breve periodo come attore, Anderson iniziò un altro tour mondiale. Nel 1862, all'età di diciotto anni, Henry John Jr. (il figlio) lasciò la compagnia del padre e iniziò la sua carriera indipendente come mago. Questo portò ad un'aspra concorrenza fra padre e figlio e i due non si parlarono più. Nuovamente indebitato, Anderson tornò in Inghilterra nel 1864. Avrebbe ancora una volta ripreso un tour nel 1866.
Anderson morì nel 1874. Fu sepolto accanto alla madre ad Aberdeen.

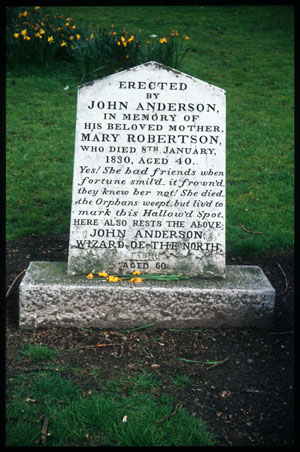
Aberdeen, Scozia: Lapide di John Henry Anderson a.k.a. The Wizard Of The North